# Fitoecdiesteroide
Los fitoecdiesteroides son compuestos vegetales derivados de los ecdiesteroides. Son un tipo de compuestos que las plantas sintetizan para defenderse de insectos fitófagos (que se alimentan de plantas). Estos compuestos son réplicas exactas de las hormonas que utilizan los artrópodos (insectos, por ejemplo) y los crustáceos (cangrejos) en el proceso de desarrollo conocido como ecdisis. Cuando los insectos comen plantas productoras de estos compuestos, sufren las mudas prematuramente, pierden peso, sufren otros daños metabólicos y finalmente mueren. 
Desde un punto de vista químico, los fitoecdiesteroides se clasifican como triterpenoides, el grupo de compuestos que incluye, además, a las saponinas triterpénicas y a los fitoesteroles. Las plantas (aunque no los animales) sintetizan los fitoecdiesteroides a partir del ácido mevalónico en la ruta metabólica del mevalonato, utilizando acetil-CoA como precursor. 
Se han identificado más de 250 análogos de ecdiesteroides en plantas y se estima que debe haber más de 1000. Muchas plantas tienen la propiedad de controlar la producción de estos compuestos cuando se sienten atacadas por insectos.
Algunas especies de plantas y hongos que producen fitoecdiesteroides: Achyranthes bidentata, Tinospora cordifolia, Pfaffia paniculata, Leuzea carthamoides, Rhaponticum uniflorum, Serratula coronata, Cordyceps, Agapanthus y Asparagus.